# Ho paura di lui
Ho paura di lui (The House on Telegraph Hill) è un film del 1951 diretto da Robert Wise. Durante la lavorazione nacque una storia d'amore tra i due attori protagonisti, che si sposarono poco tempo dopo. Nei titoli di testa Valentina Cortese è accreditata come "Valentina Cortesa".

## Trama
Victoria Kowelska si sostituisce a Karin, una compagna di prigionia morta nel lager nazista dove erano entrambe rinchiuse. Karin aveva mandato il figlio Christopher a vivere con una ricca zia a San Francisco.
Victoria sposa a New York Alan Spender, il tutore del ragazzo. La coppia si trasferisce nella villa della vecchia zia di Karin, Sophia, morta nel frattempo. Con loro vive la governante Margaret, da sempre innamorata di Alan. 
I rapporti tra le varie persone non sono dei migliori, anche a causa dei numerosi segreti che nascondono. Le cose precipitano quando Victoria si rende conto che Sophia era stata assassinata. Victoria stessa sfugge ad alcuni tentativi di omicidio. Gli indizi portano a considerare Alan come responsabile di tutto. Alla fine Victoria si salverà grazie al maggiore Bennett, che aveva conosciuto nei primi giorni dopo la liberazione.